# Petrea
Petrea es un género de enredadera perenne nativo de México y Centroamérica. Las hojas tienen textura rugosa. Su aspecto es similar a la  Wisteria.
Carlos Linneo nombró Petrea en honor de Robert James Petre, 8.º Barón Petre de Ingatestone Hall en Essex.

## Especies
- Petrea volubilis L., syn. Petrea kahautiana C. Presl., Petrea arborea Kunth., Petrea aspera Turcz.
- Petrea blanchetiana Schauer syn. Petrea algentryi Moldenke, Petrea peruviana Moldenke, Petrea obtusifolia Benth.
- Petrea bracteata Steud., syn. Petrea martiana Schauer, Petrea schomburgkiana Schauer
- Petrea denticulata Schrad.
- Petrea insignis Schauer
- Petrea macrostachya Benth.
- Petrea pubescens Turcz., syn.  Petrea glandulosa
- Petrea racemosa Nees. & Mart.
- Petrea rugosa Kunth
- Petrea subserrata Cham.
- Petrea vincentina Turcz.